# Folke Bernadotte
Folke Bernadotte, conte di Wisborg (Stoccolma, 2 gennaio 1895 – Gerusalemme Ovest, 17 settembre 1948), è stato un politico, diplomatico, filantropo e operatore umanitario svedese, noto per aver negoziato e ottenuto la liberazione di circa 31.000 prigionieri dai campi di concentramento tedeschi durante la seconda guerra mondiale, tra cui molti ebrei, con la collaborazione del dottor Felix Kersten, della Croce Rossa e del Congresso Ebraico Mondiale. Dopo il conflitto, inviato come mediatore dalle Nazioni Unite nella controversia israelo-palestinese, fu, nonostante il suo ruolo passato, ucciso da un gruppo sionista di estrema destra, la banda Stern, nel 1948 a Gerusalemme.

## Biografia
Figlio del principe e poi conte Oscar Bernadotte (che per il suo matrimonio morganatico perse eventuali diritti al trono svedese, cambiando nome da Oscar di Svezia a Oscar Bernadotte, conte di Wisborg) e nipote del re Gustavo V di Svezia (fratello maggiore del padre), si iscrisse come ufficiale di cavalleria alla scuola militare di Karlberg. Fu nominato tenente nel 1918 ed in seguito arrivò al grado di maggiore. Lui e sua moglie, Estelle Manville (1904-1984), furono molto attivi nello Scautismo e nel Guidismo. Bernadotte fu direttore dell'organizzazione scout svedese (Sveriges Scoutförbund) a partire dal 1937.

### Ruolo umanitario nella seconda guerra mondiale
Allo scoppio della seconda guerra mondiale si adoperò per integrare gli scout nei piani di difesa svedese, addestrandoli come assistenti medici e nella difesa antiaerea.
Fu vice presidente della Croce Rossa svedese dal 1943, e presidente nel 1946. Durante la guerra si dedicò al soccorso degli internati civili in Germania per conto della Croce Rossa Internazionale. Riuscì a salvare circa 15.000 persone dai Campi di concentramento, compresi migliaia di ebrei. 
Su iniziativa del diplomatico norvegese Niels Christian Ditleff, negli ultimi mesi di guerra Bernadotte svolse il ruolo di negoziatore per un'operazione di salvataggio che trasportò internati norvegesi, danesi e altri prigionieri dell'Europa occidentale dai campi di concentramento tedeschi agli ospedali in Svezia.
A tale scopo si incontrò nel marzo 1945 con Heinrich Himmler, ottenendo dal Reichsführer-SS che i prigionieri civili norvegesi e danesi potessero essere trasferiti in Danimarca. Alle negoziazioni parteciparono anche il membro del Congresso Ebraico Mondiale Norbert Masur e il fisioterapista di Himmler, il dottor Felix Kersten (che aveva contribuito già a salvare circa 60.000 persone, sia perseguitati che prigionieri di campi come Ravensbrück, e che aveva ospitato a casa sua e organizzato i primi incontri, grazie al suo ascendente personale sul gerarca), ma non furono nominati nel resoconto ufficiale e nelle memorie del conte, suscitando il forte risentimento di Kersten, che tentò di diffamare Bernadotte dopo la morte con una falsa lettera, attribuendogli sentimenti antisemiti. Grazie all'accordo Himmler-Kersten, infatti molti campi erano rimasti intatti a dispetto dell'ordine di distruzione totale impartito da Hitler.

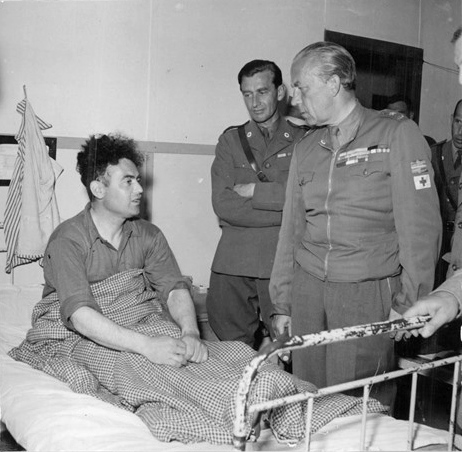
Il conte Bernadotte visita un in ospedale in Norvegia un ex prigioniero di guerra sovietico liberato da un campo tedesco

Bernadotte negoziò tra il 21 e il 23 il rilascio di circa 31.000 prigionieri dai campi di concentramento tedeschi; uno staff operativo composto da circa 300 persone riuscì a salvare 15.345 prigionieri dai campi di concentramento, consegnati alla Croce Rossa.
Di loro, 7.795 erano di nazionalità norvegese e danese, mentre i restanti 7.550 erano di varie nazionalità (polacca, francese ecc.). In particolare, 423 ebrei danesi furono portati in salvo dal campo di concentramento di Theresienstadt in Cecoslovacchia che era stata occupata dalla Germania. Essi contribuirono in modo significativo al fatto che il numero di vittime tra gli ebrei danesi durante l'Olocausto fu tra i più bassi dei paesi europei occupati. I primi prigionieri furono trasportati e allocati inizialmente nel castello di Otto Christian Archibald von Bismarck, amico tedesco di Bernadotte sposato con una svedese. Il conte trattò per un rilascio totale di 70.000 prigionieri pur non riuscendo a ottenere tutto a causa delle marce della morte ordinate dallo stesso Himmler per liquidare i campi, tuttavia riuscì anche a farsi consegnare e liberare 7000 donne di Ravensbrück prima dell'evacuazione parziale del campo, i cui prigionieri rimasti saranno liberati dai sovietici.

Negli ultimi giorni di guerra trattò con Heinrich Himmler anche alcune condizioni della resa nazista, una sorta di pace separata tra gli Alleati occidentali e la Germania in funzione anti-sovietica con cui il capo delle SS voleva aver salva la vita in cambio della collaborazione; gli Alleati non diedero ascolto a queste proposte ed il precipitare degli eventi (nonché il fatto che i giornali britannici resero pubbliche le trattative suscitando la reazione di Hitler che il 28 aprile, due giorni prima del suicidio, destituì Himmler il quale si diede alla fuga) rese inutile la mediazione di Bernadotte. Subito dopo la guerra il conte si adoperò poi a favore della popolazione civile tedesca e soprattutto dei bambini, nelle gravissime condizioni che si erano create con il crollo dello Stato tedesco.

### La missione in Palestina e l'assassinio
Nel maggio del 1948 fu inviato dall'ONU in Palestina come mediatore fra gli arabi e gli israeliani in guerra. Riuscì per due volte a imporre ai contendenti una tregua, ma fu assassinato in territorio israeliano, durante la seconda tregua, dalla Banda Stern o Lehi, un gruppo di terroristi della destra estrema sionista israeliana che già aveva ucciso l'Alto Commissario britannico, Lord Moyne, a Il Cairo, meritandosi dal primo ministro britannico Winston Churchill l'epiteto di "nazisti". La banda Stern era stata integrata nelle forze di difesa israeliane pochi mesi prima, e l'assassinio di Bernadotte fu una delle ultime operazioni del gruppo. 
L'omicidio fu progettato di persona da Yehoshua Zetler e condotto a termine da un gruppo di quattro uomini guidati da Meshulam Markover. 

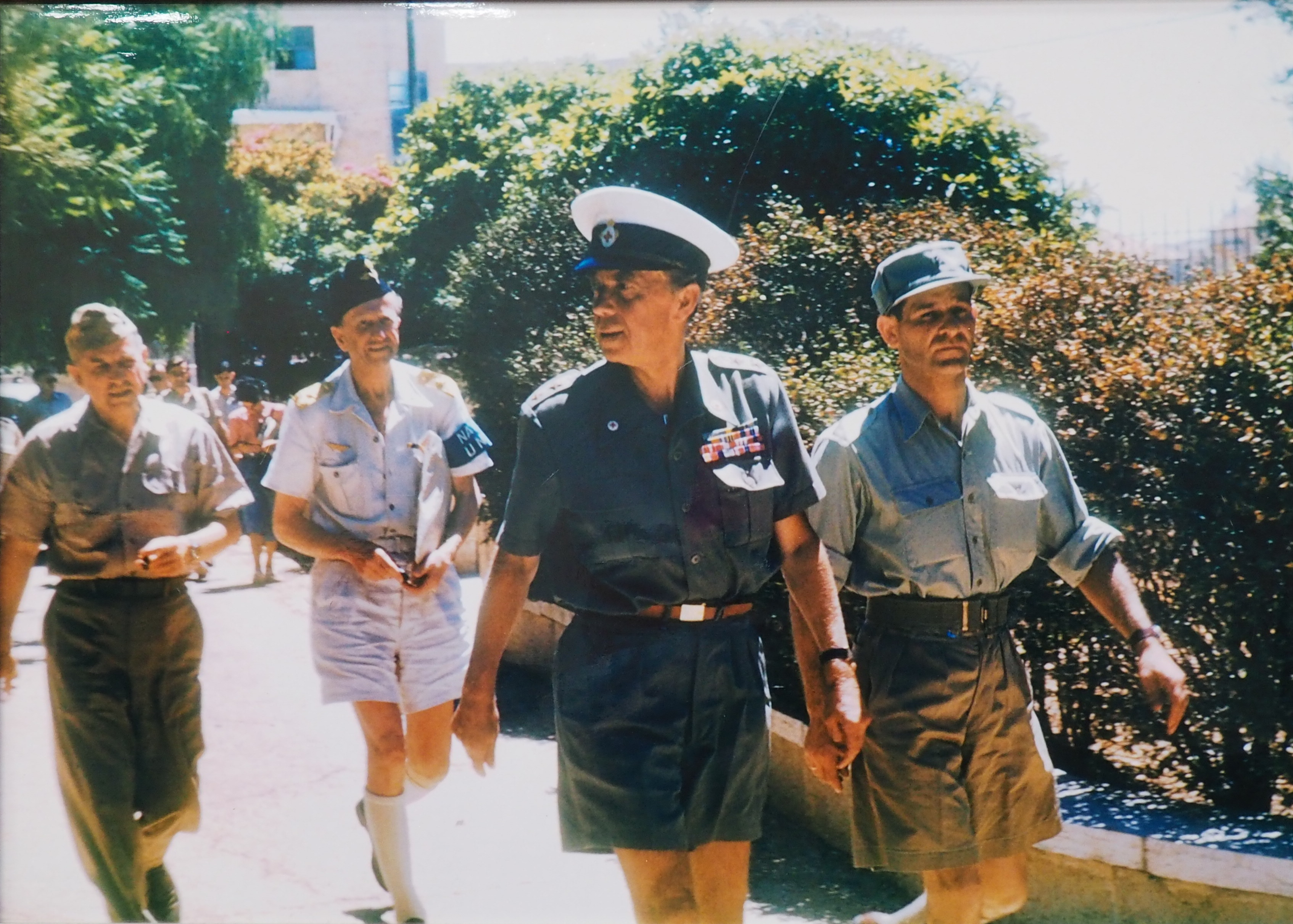
Bernadotte in Israele nel 1948

I colpi letali contro il conte e il suo accompagnatore in automobile, il militare francese André Serot, furono esplosi da Yehoshua Cohen. I capi del Lehi Nathan Yellin-Mor e Matitiahu Schmulevitz furono arrestati due mesi dopo l'assassinio. Molti dei sospetti coinvolti furono rilasciati immediatamente e a tutti costoro fu garantita l'amnistia generale il 14 febbraio 1949.
Dopo la sua morte, avvenuta il 17 settembre 1948, le ostilità furono riprese per la terza volta e durarono fino al 10 luglio 1949.
Gli successe come mediatore Ralph Bunche, che ricevette il Premio Nobel per la pace in seguito all'armistizio del 1949.

## Famiglia

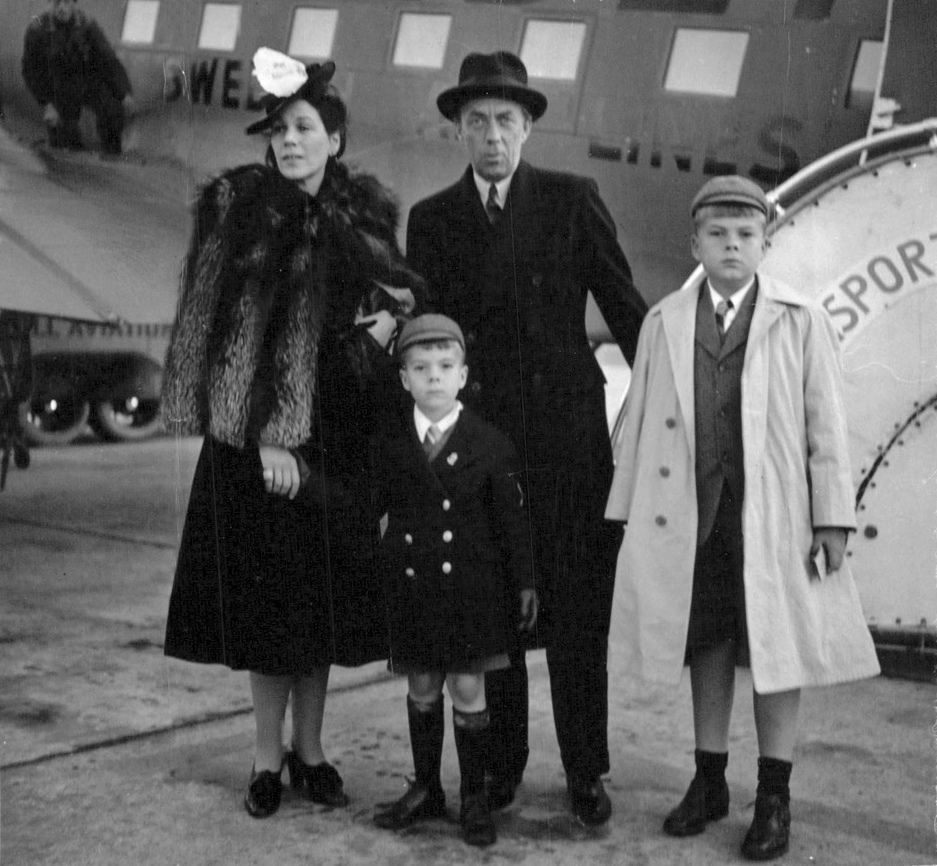
La famiglia Bernadotte nel 1941

Nel 1928 a Pleasantville (New York), Folke Bernadotte sposò Estelle Romaine Manville (1904-1984), la cui famiglia aveva fondato parte della Johns-Manville Corporation. Ebbero quattro figli, due dei quali morirono durante l'infanzia.
- Gustavo Eduard Bernadotte di Wisborg (1930-1936)
- Folke Bernadotte di Wisborg (nato nel 1931), sposò Christine Glahns
- Fredrik Oscar Bernadotte di Wisborg (1934-1944)
- Bertil Oscar Bernadotte di Wisborg (nato nel 1935), sposò Rose-Marie Heering (1942-1967) e Jill Georgina Rhodes-Maddox

Sette nipoti nacquero tutti dopo la morte di Folke Bernadotte. La sua vedova Estelle Bernadotte si risposò nel 1973.
Nel settembre 2008 è diventato ufficiale che prima del suo matrimonio Bernadotte aveva avuto una figlia dall'attrice Lillie Ericson-Udde:
- Jeanne Birgitta Sofia Kristina Matthiessen, nata Ericson (1921-1991), adottata da Carl GW Matthiessen (1886-1951) quando sposò Lillie Ericson nel 1925.

Due dei quattro figli legittimi sopravvissero al conte, così come la moglie Estelle e il padre Oscar (morto nel 1953). 
La principessa Estelle di Svezia, figlia della principessa ereditaria Vittoria e seconda in linea di successione all'attuale re Carlo XVI Gustavo (figlio del cugino primo del conte, re Gustavo VI Adolfo) ha ricevuto il suo nome in probabile omaggio a Estelle Bernadotte.

## Monumenti

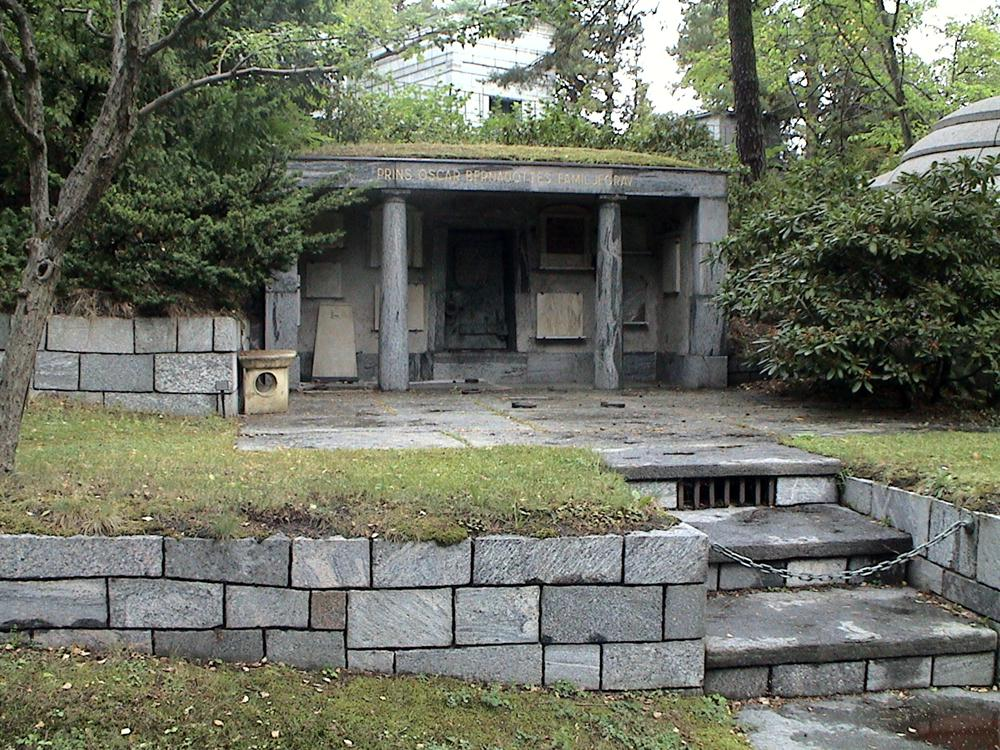
Sepoltura di famiglia
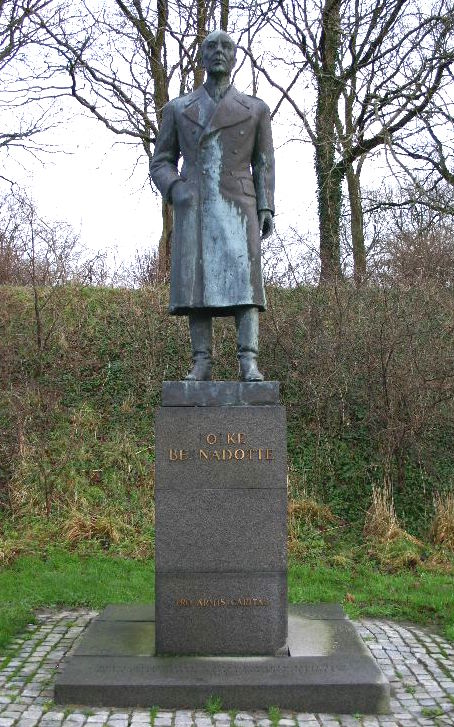
Memoriale in Danimarca
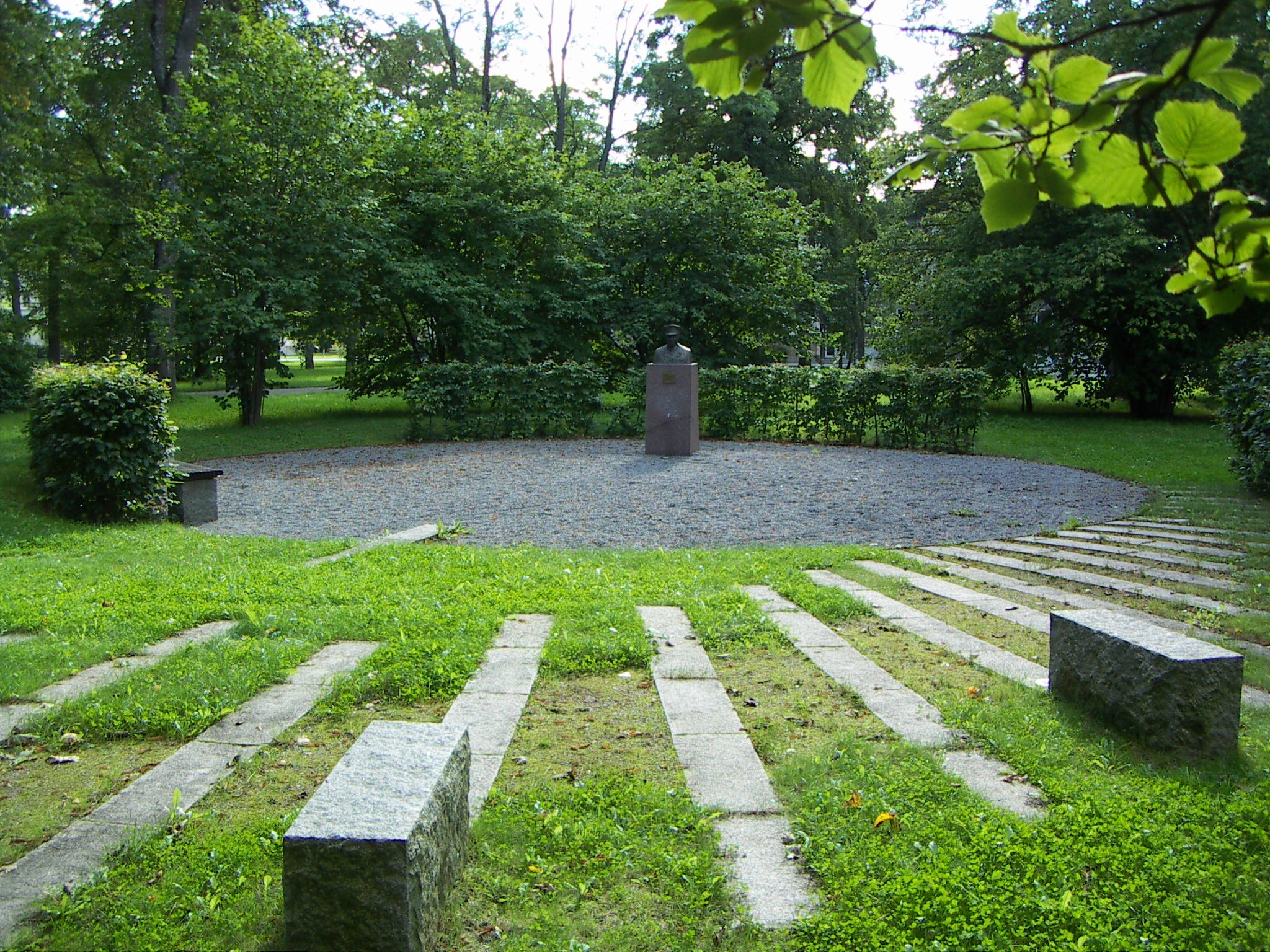
Memoriale a Uppsala
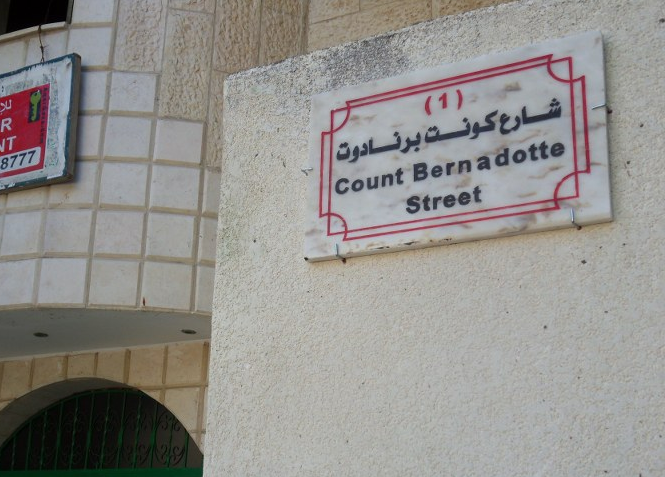
Count Bernadotte Street, Gaza

## Albero genealogico
|                             |                             |                                        | Genitori                                |  |  | Nonni |  |  | Bisnonni          |  |  | Trisnonni                    |  |
|                             |                             |                                        |                                         |  |  |       |  |  | Oscar I di Svezia |  |  | Carlo XIV Giovanni di Svezia |  |
|                             |                             |                                        |                                         |  |  |       |  |  | Oscar I di Svezia |  |  | Carlo XIV Giovanni di Svezia |  |
|                             |                             | Désirée Clary                          |                                         |  |  |       |  |  | Oscar I di Svezia |  |  |                              |  |
| Oscar II di Svezia          |                             |                                        |                                         |  |  |       |  |  | Oscar I di Svezia |  |  |                              |  |
|                             |                             | Giuseppina di Leuchtenberg             | Eugenio di Beauharnais                  |  |  |       |  |  |                   |  |  |                              |  |
|                             |                             | Giuseppina di Leuchtenberg             | Eugenio di Beauharnais                  |  |  |       |  |  |                   |  |  |                              |  |
|                             |                             | Giuseppina di Leuchtenberg             | Augusta di Baviera                      |  |  |       |  |  |                   |  |  |                              |  |
| Oscar Bernadotte            |                             | Giuseppina di Leuchtenberg             |                                         |  |  |       |  |  |                   |  |  |                              |  |
|                             |                             | Guglielmo di Nassau                    | Federico Guglielmo di Nassau-Weilburg   |  |  |       |  |  |                   |  |  |                              |  |
|                             |                             | Guglielmo di Nassau                    | Federico Guglielmo di Nassau-Weilburg   |  |  |       |  |  |                   |  |  |                              |  |
|                             |                             | Guglielmo di Nassau                    | Luisa Isabella di Kirchberg             |  |  |       |  |  |                   |  |  |                              |  |
| Sofia di Nassau             |                             | Guglielmo di Nassau                    |                                         |  |  |       |  |  |                   |  |  |                              |  |
|                             |                             | Paolina di Württemberg                 | Paolo Federico di Württemberg           |  |  |       |  |  |                   |  |  |                              |  |
|                             |                             | Paolina di Württemberg                 | Paolo Federico di Württemberg           |  |  |       |  |  |                   |  |  |                              |  |
|                             |                             | Paolina di Württemberg                 | Carlotta di Sassonia-Hildburghausen     |  |  |       |  |  |                   |  |  |                              |  |
| Folke Bernadotte            |                             | Paolina di Württemberg                 |                                         |  |  |       |  |  |                   |  |  |                              |  |
|                             | Carl Johan Munck af Fulkila | Carl Fredrik Munck af Fulkila          |                                         |  |  |       |  |  |                   |  |  |                              |  |
|                             | Carl Johan Munck af Fulkila | Carl Fredrik Munck af Fulkila          |                                         |  |  |       |  |  |                   |  |  |                              |  |
|                             | Carl Johan Munck af Fulkila | Brita Magdalena Stubbe                 |                                         |  |  |       |  |  |                   |  |  |                              |  |
| Carl Jacob Munck af Fulkila | Carl Johan Munck af Fulkila |                                        |                                         |  |  |       |  |  |                   |  |  |                              |  |
|                             |                             | Lovisa Albertina de Pont               | Jacob Reinhold de Pont                  |  |  |       |  |  |                   |  |  |                              |  |
|                             |                             | Lovisa Albertina de Pont               | Jacob Reinhold de Pont                  |  |  |       |  |  |                   |  |  |                              |  |
|                             |                             | Lovisa Albertina de Pont               | Katarina Elisabet Ahlgren               |  |  |       |  |  |                   |  |  |                              |  |
| Ebba Munck af Fulkila       |                             | Lovisa Albertina de Pont               |                                         |  |  |       |  |  |                   |  |  |                              |  |
|                             |                             | Barone Gustaf Albrecht Bror Cederström | Barone Bror Cederström                  |  |  |       |  |  |                   |  |  |                              |  |
|                             |                             | Barone Gustaf Albrecht Bror Cederström | Barone Bror Cederström                  |  |  |       |  |  |                   |  |  |                              |  |
|                             |                             | Barone Gustaf Albrecht Bror Cederström | Catharina Maria Voltemat                |  |  |       |  |  |                   |  |  |                              |  |
| Henrica Cederström          |                             | Barone Gustaf Albrecht Bror Cederström |                                         |  |  |       |  |  |                   |  |  |                              |  |
|                             |                             | Christina Wachtmeister af Johannishus  | Conte Claes Wachtmeister af Johannishus |  |  |       |  |  |                   |  |  |                              |  |
|                             |                             | Christina Wachtmeister af Johannishus  | Conte Claes Wachtmeister af Johannishus |  |  |       |  |  |                   |  |  |                              |  |
|                             |                             | Christina Wachtmeister af Johannishus  | Christina Hall                          |  |  |       |  |  |                   |  |  |                              |  |
|                             |                             | Christina Wachtmeister af Johannishus  |                                         |  |  |       |  |  |                   |  |  |                              |  |

## Scritti
- The Curtain Falls, 1945. Translated by Count Eric Lewenhaupt. New York: A. A. Knopf. LCCN 45008956. (Swedish title: Slutet.)
- Människor jag mött [People I Met] (in Swedish). 1947, Stockholm: A. Bonnier.
- Instead of arms: autobiographical notes. 1948, Stockholm; New York: Bonniers. ISBN 978-1-125-28453-7.
- To Jerusalem. (1976) [1951].  Translated by Joan Bulman. Westport, Connecticut: Hyperion Press.
- Last Days of the Reich. The Diary of Count Folke Bernadotte, Frontline Books, 2009